# 医联
成都医云科技有限公司，简称成都医云、医联，是一个专注于慢病管理领域的互联网医疗平台。公司在成都注册。

## 历史
2014年6月，成都医云科技有限公司在成都成立。
2018年6月，医联完成D轮融资。由中投中财领投，红杉资本中国基金、中电健康产业基金等跟投。
2020年12月，中国生物制药（01177.HK）入股医联集团，公司向Medlinker（医联）合共出资5.14亿美元获得13.09%的权益。